# Omiltemekanin
Omiltemekanin (Sylvilagus insonus) är en däggdjursart som beskrevs av Nelson 1904. Omiltemekaninen ingår i släktet bomullssvanskaniner, och familjen harar och kaniner. IUCN kategoriserar arten globalt som starkt hotad. Inga underarter finns listade i Catalogue of Life.
Denna bomullssvanskanin förekommer i en liten region i sydvästra Mexiko. Det är en bergstrakt som ligger 2150 till 3050 meter över havet. Habitatet utgörs av molnskogar med huvudsakligen barrträd men några lövträd förekommer likaså. I samma område förekommer mexikansk bomullssvanskanin (Sylvilagus cunicularius).
Individerna är aktiva på natten. Omiltemekanin blir cirka 43,5 cm lång, inklusive en 4,2 cm lång svans. Arten väger cirka 500 till 950 g, har cirka 92,5 mm långa bakfötter och ungefär 61 mm långa öron. På ovansidan förekommer gråbrun päls och undersidan är täckt av mörkbrun päls. Svansen är mera rödaktig. Omiltemekaninen gräver liksom andra kaniner underjordiska bon.